# Alexandros Tziolis
Alexandros Tziolis (Katerini, 13. veljače 1985.) bivši je grčki nogometaš. Tziolis je bivši član grčke nogometne reprezentacije.